# Јожеф Кардош
Јожеф Кардош (мађ. Kardos József; Нађбатоњ, 29. март 1960 — 28. јул 2022) је био мађарски фудбалер који је играо на професионалном и међународном нивоу као одбрамбени играч.

## Каријера

### Клуб
Године 1978. придружио се Шалготарјан Бањасу из Нађбатоња. После једне сезоне, Ујпешт Дожа га је преузела, дајући ШБТК-у три играча у замену. Са Ујпештом је у првенству Мађарске освојио дједну шампионску титулу, два пута је завршио првенство као други тим шампионата и исто са Ујпештом је освојио три купа Мађарске у фудбалу. У Дожи је одиграо укупно 229 лигашких утакмица и постигао 37 голова. Провео је сезону 1987/88 у Вашашу и одатле потписао уговор са грчким тимом Аполон Каламарија. Овде је провео веома кратко време и вратио се у мађарски врх са Дунакеђи ВСЕ и касније прешао у Ваци Иззо. Овде је одиграо само 13 утакмица и завршио активну фудбалску каријеру.

### Репрезентација
Између 1979. и 1981. био је шест пута члан олимпијског тима Мађарске и постигао је један гол. У сениорској репрезентацији Мађарске је наступио 33 пута између 1980. и 1987. године и постигао три гола. Био је члан тима који је учествовао на Светском првенству 1986. у Мексику.

## Достигнућа
ВУјпешт
- Прва лига Мађарске у фудбалу: 
  - шампион: 1978/79
- Куп Мађарске у фудбалу:
  - првак: 81/82, 1982/83, 1986/87
- Куп победника купова у фудбалу:
  - четвртфиналиста: 1983/84.,
- Фудбалер године Мађарске:
  - 1983